# Welden
Welden là một đô thị tại huyện Augsburg trong bang Bayern, Đức. Đô thị này gồm Welden, Reutern và Ehgatten.
Welden nằm ở trung tâm của cảnh quan Holzwinkel landscape trong lâm viên Augsburg-West.